# جرف بعيدا (فلم 1974)
جرف بعيدا (بالإيطالية: Travolti da un insolito destino nell'azzurro mare d'agosto) هو فيلم مغامرات كوميدي درامي إيطالي لعام 1974، من تأليف وإخراج لينا ويرتمولر Lina Wertmüller وبطولة جيانكارلو جيانيني وماريانجيلا ميلاتو. يروي الفيلم قصة امرأة ثرية تأخذ أجازتها مع أصدقائها على متن يخت في البحر الأبيض المتوسط، وتنفصل هي وأحد أفراد طاقم القارب عن الآخرين ويصبحون عالقين في جزيرة مهجورة. تتعارض معتقدات المرأة الرأسمالية مع قناعات الرجل الشيوعية، لكن خلال النضال من أجل البقاء على قيد الحياة، تنقلب القناعات.

## طاقم التمثيل
جيانكارلو جيانيني: في دور جينارينو كارونشيو
ماريانجيلا ميلاتو: في دور رافايلا بافوني لانزيتي
ريكاردو سالفينو: في دور السيد بافوني لانزيتي
عيسى دانييلي: في دور آنا
إيروس باجني: في دور بيبو
ألدو بوجليسي: في دور زميل جينارينو
آنا ميليتا
جوزيبي دوريني
لوكريزيا دي دوميزيو
لويس سواريز
فيتوريو فانفوني
لورينزو بياني

## أحداث الفيلم
رافاييلا  هي سيدة رأسمالية ثرية متعجرفة، تقضي عطلتها على متن يخت في البحر الأبيض المتوسط مع أصدقائها. يسبحون ويتمتعون بالشمس، ويتحدثون بإستمرار عن عدم قيمة اليسار السياسي. يثير حديثها السياسي المتواصل غضب جينارينو وهو أحد الشباب من الطبقة الدنيا، الذي يعمل ضمن طاقم اليخت. جينارينو هو شيوعي متفان ينجح في كبح آرائه لتجنب إغضاب رئيسه وفقدان وظيفته الجيدة. على الرغم من تلميحاتها المهينة، يوافق جينارينو على اصطحابها على متن زورق في وقت متأخر من المساء لتفقد بقية أصدقائها على يخت آخر، والذين تقدموا عن يختها مسافة كبيرة، وفي طريقهم، يتعطل المحرك، مما يتركهم عالقين في وسط البحر مع عدم رؤيتهم لأي أرض في الأفق.
بعد قضاء ليلة في البحر، يتمكن جينارينو من تشغيل المحرك مرة أخرى ولكنه ليس لديه فكرة عن مكانهم أو كيفية الوصول إلى الأرض، وفي النهاية يكتشفوا جزيرة، وفي محاولتهم الوصول لهذه الجزيرة يتحطم الزورق. يكتشفوا أن الجزيرة خالية، وبينما يقدم جيناريو كل الخدمات لرافاييلا، لكنها تستمر في إهانته، مما يدعوه للإنفجار في وجهها. يتحرك كل منهما في إتجاه للبحث في الجزيرة المهجورة.
تنقلب أدوارهم تدريجيا، حيث يتعين علي رافاييلا الإعتماد علي جيناريو في الصيد لتوفير الطعام، بل إنها تبدو مقتنعة بأن النساء يولدن لخدمة الرجال. يجبرها جيناريوعلى تحمل إهانة غسل ملابسه الداخلية، وعندما تتصرف بتحد غاضب، يقوم بصفعها. ينجذب جينارينو إلى رافاييلا بشكل لا يمكن إنكاره، ويحاول إغتصابها، لكنه يتراجع، ويقرر أنه سيكون أكثر إرضاءً لو أعطته نفسها عن طيب خاطر. في وقت لاحق من ذلك المساء، تقترب رافاييلا من جيناريو وينخرط كلاهما في علاقات جنسية متكررة وعاطفية. يريد جيناريو أن تقع رافاييلا في حبه، وتُنسى إختلافاتهم تدريجياً، ويصلون إلى نوع من التوازن، على الرغم من أن جينارينو لا يزال يضربها وهي تأخذ دورًا أكثر خضوعًا. في النهاية يكتشفوا سفينة، وعلى الرغم من أنهم مترددون في مغادرة جنتهم المكتشفة حديثًا، إلا أنهم يلوحون للسفينة ويتم إنقاذهم.
بعد عودتهم إلى المدينة، سرعان ما يعودون إلى حياتهم السابقة وأدوارهم الاجتماعية القديمة. تمارس رافاييلا مرة أخرى أنماط حياة الطبقة العليا مع أصدقائها؛ ويعود جيناريو إلى حياة عامل الطبقة الدنيا. يفهم كلاهما شيئًا عميقًا ومقلقًا بشأن ما مروا به، لكن تبدو رافاييلا غير مستعدة للتخلي عن مجتمع الامتياز الذي يتمتع بمثل هذه القبضة القوية، ويضطر جيناريو للعودة مهزومًا إلى حياته الحزينة وزواج بلا حب، بعيدًا عن جزيرة شاعرية في البحر الأبيض المتوسط.

## استقبال الفيلم
أعطى الناقد السينمائي الأمريكي روجر إيبرت (صحيفة شيكاغو صن تايمز)، الفيلم أربع نجوم، وهو أعلى تصنيف لديه. وكتب إيبرت: «أن الفيلم يقاوم أكثر محاولات المخرج إصرارًا على جعله أسطورة عن البرجوازية والبروليتاريا، ويستمر في كونه يدور حول رجل وامرأة، وعلى هذا المستوى يعد نجاحًا كبيرًا». وصف فينسنت كانبي (صحيفة نيويورك تايمز) الفيلم بأنه «أكثر اندماج ناجح لموضوعين مفضلين لدى المخرجة الآنسة ويرتمولر، الجنس والسياسة، وهما موجودان هنا بشكل شامل ومتشابك بنجاح بحيث يصبحان موضوعًا واحدًا، هو ليس فيلمًا عن الأفكار بقدر ما هو فيلم عن الالتزامات المجتمعية، والتي لا يمكن تحميل أي من الشخصيات المسؤولية عنها بالكامل. الجاذبية الهائلة للكوميديا تتعلق بطريقة أداء الممثلين، ويتعلق الأمر أيضًا بأداء السيد جيانيني وملكة جمال ميلانو، اللذان يؤديان أدوارهما بقوة عقلية تمكنهما من أن يكونا هزليين للغاية ويمكن تصديقهما، حتى في أكثر المواقف فظاعة. إنها أفضل الأشياء التي حدثت للكوميديا الإيطالية منذ تتويج مارسيلو ماستروياني وصوفيا لورين في الستينيات من القرن الماضي».
منح موقع الطماطم الفاسدة الفيلم، تقييم 65%.

## الجوائز
حصل الفيلم على جائزة المجلس الوطني للمراجعة كأفضل فيلم بلغة غير الإنجليزية (للمخرجة لينا ويرتمولر)، كما حصلت موسيقى الفيلم على جائزة (دافيد دي دوناتيللو) للموسيقار (بييرو بيتشوني). كما ترشحت المخرجة لنيل جائزة (دائرة نقاد السينما في نيويورك) لأفضل سيناريو.

## روابط خارجية
- جرف بعيدا على موقع IMDb (الإنجليزية)
- جرف بعيدا على موقع الموسوعة البريطانية (الإنجليزية)
- جرف بعيدا على موقع روتن توميتوز (الإنجليزية)
- جرف بعيدا على موقع ألو سيني (الفرنسية)
- جرف بعيدا على موقع Turner Classic Movies (الإنجليزية)
- جرف بعيدا على موقع أول موفي (الإنجليزية)
- جرف بعيدا على موقع فيلمافينيتي (الإسبانية)
- جرف بعيدا على موقع قاعدة بيانات الأفلام السويدية (السويدية)
- جرف بعيدا على موقع قاعدة بيانات الفيلم (الإنجليزية)
- جرف بعيدا على موقع ليتربوكسد (الإنجليزية)